# The Pew Charitable Trusts
The Pew Charitable Trusts est une organisation à but non lucratif indépendante et non gouvernementale fondée en 1948. Elle dispose aujourd'hui de plus de 5 milliards de dollars d'actifs. 
Sa mission est de se mettre au service de l'intérêt public pour « améliorer les politiques publiques, informer le public et stimuler la vie civique ».

## Histoire
The Pew Charitable Trusts, en tant qu'entité unique, est le successeur et seul bénéficiaire de sept organismes de charité établis entre 1948 et 1979 par deux fils et deux filles du fondateur de la Sun Oil Company Joseph N. Pew et sa femme Mary Anderson Pew. Parmi ces organismes, la Pew Memorial Foundation qui faisait à l'origine des dons de manière anonyme, dans le respect des convictions religieuses des parents selon lesquelles les bonnes œuvres devaient être faites dans la discrétion. Basée à Philadelphie en Pennsylvanie (ville d'origine des donateurs), la fondation devient le Pew Memorial Trust en 1956. Entre 1957 et 1979, six autres « trusts » sont créés afin de mieux représenter les différents intérêts philanthropiques des quatre frères et sœurs.    
L'organisation est toujours basée à Philadelphie, avec un bureau à Washington et plusieurs antennes à travers le monde.    
Même si The Pew Charitable Trusts est désormais une organisation non partisane et non idéologique, Joseph Pew et ses pairs étaient classés politiquement parmi les conservateurs. L'un des sept organismes, la J. Howard Pew Freedom Trust avait par exemple pour mission de « libérer le peuple américain des maux de la bureaucratie, de le rallier aux valeurs du libre marché et de l'informer sur le combat, les persécutions, les sacrifices et les morts qui ont permis la liberté de l'individu. »[réf. nécessaire]
Parmi les premiers bénéficiaires du Pew Memorial Trust, on compte un institut de recherche contre le cancer, la Croix-Rouge américaine ainsi qu'un projet pionnier pour aider des universités historiquement réservées à la communauté noire-américaine. On relève également parmi les bénéficiaires plus récents des organisations conservatrices comme la John Birch Society, l'American Liberty League, et l'American Enterprise Institute, des organisations environnementales comme la Woods Hole Oceanographic Institution et Oceana ou des think-tanks comme la Brookings Institution.  
En 2002, The Pew Charitable Trusts devient une organisation à but non lucratif, en mesure de recueillir des fonds et de consacrer jusqu'à 5 % de son budget à des activités de lobbying auprès du secteur public.  
The Pew Charitable Trusts finance également le Pew Research Center, troisième think tank des États-Unis après la Brookings Institution et le Center for American Progress. 

## Missions actuelles de l'organisation
Les actions de The Pew Charitable Trusts couvrent les domaines de l'environnement, la politique à l'échelon national, l'économie, la santé, les recherches sur l'opinion publique, les services à la personne, les arts et la culture.  
Ses missions :  
- Améliorer les politiques publiques grâce à des analyses rigoureuses, reliant divers intérêts autour d'une cause commune et insistant sur des résultats tangibles ;
- Informer le public par le biais de données mettant en évidence les enjeux et les tendances qui façonnent notre monde ;
- Dynamiser la vie civique en encourageant la participation démocratique et le développement de collectivités fortes.